# Ябланово
Ябла́ново (болг. Ябланово) — село в Сливенській області Болгарії. Входить до складу общини Котел.

## Населення
За даними перепису населення 2011 року у селі проживали 3030 осіб.
Національний склад населення села:
| Національність   | Кількість осіб | Відсоток |
| ---------------- | -------------- | -------- |
| турки            | 2688           | 98,3 %   |
| болгари          | 34             | 1,2 %    |
| не визначились   | 9              | 0,3 %    |
| Всього відповіли | 2734           |          |

Розподіл населення за віком у 2011 році:
Динаміка населення: